# Zelenîi Hai, Vesele
Zelenîi Hai (în ucraineană Зелений Гай) este localitatea de reședință a comunei Zelenîi Hai din raionul Vesele, regiunea Zaporijjea, Ucraina.

## Demografie
Componența lingvistică a localității Zelenîi Hai
     Ucraineană (92,67%)
     Rusă (6,71%)
Conform recensământului din 2001, majoritatea populației localității Zelenîi Hai era vorbitoare de ucraineană (92,67%), existând în minoritate și vorbitori de rusă (6,71%).